# Coenotephria bimaculata
Coenotephria bimaculata är en fjärilsart som beskrevs av Bytinsky-salz 1937. Coenotephria bimaculata ingår i släktet Coenotephria och familjen mätare. Inga underarter finns listade i Catalogue of Life.